# 강준만
강준만(康俊晩, 1956년 1월 5일 ~ )은 대한민국의 정치평론가·사회과학자·언론인이자 대학교수이다.
그의 현재 주요 거주지는 전라북도 전주이다. 주요 저서는《인물과 사상》등 다수이다.

## 생애
1980년 성균관대학교 경영학과를 졸업하고, 1982년 중앙일보 수습기자를 입사한 뒤 중간 그만두고, 1984년 미국 조지아대학교 대학원 신문방송학 석사 학위에 거쳐, 1988년 미국 위스콘신대 신문방송학 박사학위를 받았다. 1989년 전북대학교 사회과학대학 언론심리학부(신문방송학) 교수가 되었다.
1995년에 강준만 교수는 문제작 《김대중 죽이기》를 집필하였는데, 한국 현대정치사의 가장 뜨거운 감자였던 '김대중'을 정면으로 분석하면서 뜨거운 반향을 일으켰다. 본서는 사회과학 서적에서 드물게 20만 부 이상 팔리며 한국 출판계에 한 획을 그었고, 그에게 전국적 명성을 안겨주었다. 이어〈김영삼 이데올로기〉, 〈전라도 죽이기〉, 〈서울대의 나라〉등을 집필하며 일반 대중에게도 널리 알려진다. 
《한국 근대사 산책》(시리즈), 《한국 현대사 산책》(시리즈), 《강남좌파》, 《입시전쟁 잔혹사》, 《룸살롱 공화국》 등 한국사 전반에 걸친 폭넓은 주제를 다룬 책을 펴냈다.
1998년부터 발간한 월간 《인물과 사상》의 주필로서 날카롭고 직선적인 문체를 선보임과 동시에 [조선일보 제몫 찾아주기 운동]으로 유명했다.
《인물과 사상》은 저널룩을 지향하였다. '저널룩(journalook)'이란 저널리즘(journalism)과 책(book)을 결합한 것으로, 여러 이슈를 동시에 비교적 짧게 다룰 수 있는 잡지식의 책이다. 잡지식 구성을 차용하고는 있지만 출간 시기를 특정하지 않는다는 점에서 정기간행물이 아니며, 기본적으로 '1인 저작물'이라는 단행본 성격을 지니기 때문에 기존의 무크지와도 다르다. 현실 사회문제를 다루는 데 있어 현장성이 부족하고 시일이 오래 걸리는 책의 한계와, 일간지 중심의 기존의 언론이 지니는 속보 저널리즘의 한계를 동시에 극복하는 대안으로 고안된 새로운 형식의 매체를 의미한다(참고:『인물과 사상』1권, 머리말/'출판의 언론화'를 위하여).
《인물과 사상》을 통해 국내 최초로 '지식인 실명비판'을 도입하여 가감없이 신랄하게 지식인의 이중적인 행태를 비판했다. 또한 이에 반박하는 견해를 자유롭게 <인물과 사상>에 실음으로써 '논의의 장'을 마련했다는 평가를 받았다.
한겨레의 강준만의 세상읽기, 한국일보의 강준만의 쓴소리 칼럼 등을 기고하였다.

## 이력
- 1980년 성균관대학교 경영학과 졸업(학사)
- 1984년 미국 조지아대 신문방송학과 졸업(석사)
- 1988년 미국 위스콘신대 신문방송학과 졸업(박사)
- 1995년 〈김대중 죽이기〉 출간
- 1998년 5월 월간〈인물과 사상〉창간
- 1989년~ 전북대학교 사회과학대학 언론심리학부(신문방송학) 교수
- 1999년 8월 월간 《열린전북》지 운영위원
- 2007년 전북대학교 신문방송학과 졸업생들과 인터넷신문 선샤인뉴스(www.sunshinenews.co.kr) 창간, 대표고문 역임

## 상훈
- 2005년 제4회 송건호 언론인상

## 저서
- 역사 산책 시리즈
  - 《한국현대사산책 23권》
    - 《한국현대사산책: 1940년대편》(1권~2권) (인물과사상사)
    - 《한국현대사산책: 1950년대편》(1권~3권) (인물과사상사)
    - 《한국현대사산책: 1960년대편》(1권~3권) (인물과사상사, 2004)
    - 《한국현대사산책: 1970년대편》(1권~3권) (인물과사상사)
    - 《한국현대사산책: 1980년대편》(1권~4권) (인물과사상사, 2003)
    - 《한국현대사산책: 1990년대편》(1권~3권) (인물과사상사, 2006)
    - 《한국현대사산책: 2000년대편》(1권~5권) (인물과사상사, 2011)

  - 《한국 근대사 산책》(1~10권)
  - 《미국사 산책》(1~17권)
- 한국사회문화사 시리즈
  - 《죄의식과 희생양:대한민국 반공의 역사》(김환표와 공저, 2004)
  - 《고종 스타벅스에 가다》(오두진과 공저, 2005)
  - 《축구는 한국이다》(2006)
  - 《강남, 낯선 대한민국의 자화상》(2006)
  - 《입시전쟁 잔혹사》(2009)
  - 《어머니 수난사》(2009)
  - 《전화의 역사》(2009)
  - 《한국 실업의 역사》(2010)
  - 《룸살롱 공화국》(2011)
- 《대중문화의 겉과 속》(1-3권)
- 《김대중 죽이기》
- 《전라도 죽이기》
- 《서울대의 나라》
- 《이문열과 김용옥》
- 《인물과 사상》
- 《노무현 죽이기》
- 《강남, 낯선 대한민국의 자화상》(2006)
- 《선샤인 논술사전》(2007)
- 《광고, 욕망의 연금술》(2007)
- 《이건희 시대》(2005)
- 《한국인을 위한 교양사전》(2004)
- 《한국현대사의 길잡이, 리영희》
- 《노무현은 배신자인가》
- 《마광수 살리기》
- 《오버하는 사회》
- 《김영삼 이데올로기》(개마고원)
- 《노무현 살리기》
- 《미디어와 쾌락》
- 《대중매체 이론과 사상》
- 《세계의 대중매체 1-3》
- 《노무현과 국민사기극》
- 《사람들은 왜 분노를 잃었을까》
- 《하이에나는 때를 기다린다》
- 《카멜레온과 하이에나》
- 《TV를 위한 변명》
- 《다시 문제는 언론플레이다》
- 《고독한 대중》
- 《행복코드》
- 《언론 플레이》
- 《광고의 사회학》
- 《권력은 TV에서 나온다》
- 《인간 관계론》
- 《쿨한 사회》
- 《글쓰기의 즐거움》
- 《지방은 식민지다》
- 《한국인 코드》
- 《대한민국 소통법》
- 《대학생 글쓰기 특강》
- 《안철수의 힘》(2012), 인물과사상사
- 《오빠가 허락한 페미니즘》

## 같이 보기
| - 조선일보 - 한겨레 신문 - 김규항 - 마광수 - 홍세화 - 진중권 - 유시민 - 장정일 - 공희준 - 변희재 | - 표현의 자유 - 전북대학교 - 김대중 - 노무현 - 김영삼 - 한홍구 - 강정구 - 조정래 - 정비석 - 내부식민지(internal colony) - 중앙집권 |